# Caixa Magica
Linux Caixa Mágica — десктопный и серверный дистрибутив Linux, разрабатываемый португальской компанией Caixa Mágica. Основан на Mandriva Linux.
Использует RPM Package Manager. Проект был создан в 2000 году Paulo Trezentos и Daniel Neves в португальском научно-исследовательском центре ADETTI, являющимся подразделением Лиссабонского университета (in Portuguese ISCTE — Instituto Universitário de Lisboa).

## Название
Название можно перевести с португальского как «Волшебная коробка».